# Dekanat Trzcianka
Dekanat Trzcianka – jeden z 24 dekanatów diecezji koszalińsko-kołobrzeska w metropolii szczecińsko-kamieńskiej. 
W skład dekanatu wchodzą następujące parafie:
- Biała – parafia Wszystkich Świętych
- Dzierżążno Wielkie – parafia Matki Boskiej Różańcowej
- Jędrzejewo – parafia Matki Boskiej Różańcowej
- Krzyż Wielkopolski – parafia Najświętszego Serca Pana Jezusa
- Krzyż Wielkopolski – parafia św. Antoniego Padewskiego
- Kuźnica Czarnkowska – parafia św. Franciszka Ksawerego
- Siedlisko Czarnkowskie – parafia Najświętszego Serca Pana Jezusa
- Trzcianka – parafia Matki Boskiej Saletyńskiej
- Trzcianka – parafia św. Jana Chrzciciela
- Wieleń – parafia św. Rocha
- Żelichowo – parafia Narodzenia Najświętszej Marii Panny